# Нантский трамвай
Нантский трамвай (фр. Tramway de Nantes) — крупнейшая трамвайная система во Франции. На 44 км путей расположены 83 станции, ежедневно (на 2012 год) в рабочий день им пользуются 274 тысячи человек.

## История
Во французском городе Нанте трамвайные системы создавались дважды. Первая была открыта в 1879 году и закрыта 29 января 1958 года; она первой в Европе использовала сжатый воздух (до 1917). Нантский трамвай сильно пострадал во время Второй мировой войны, многие линии были разрушены при бомбардировках и не восстановлены. В 1949 году было принято решение закрыть трамвайную систему, однако последний маршрут был снят только в 1958 году.
Современная система, появившаяся в 1985 году — второй в Европе трамвай «нового типа», построенный с нуля и появившийся после волны закрытия трамвайных маршрутов в 1950—1980-е гг. Решение о создании этой системы принято ввиду транспортного коллапса конца 1970-х годов. В Европе Нанту предшествовала только одна современная трамвайная система — утрехтский скоростной трамвай, открытый в 1983 году; в США в 1980-х трамвай только начинал возрождаться. Правительство финансировало 30 % строительства. Первые 20 трамваев были построены фирмой Alstom.
Открытие Линии 1 (Bellevue — Haluchère) 7 января 1985 года показало успех предприятия (трамваем стало пользоваться до 42 тысяч пассажиров в день), и вскоре была сооружена Линия 2, соединяющая север города с югом (с пересадкой на Линию 1, станция Commerce). Линия 3 (открыта в 2000 году) использует часть общего маршрута с Линией 2.

## Линии

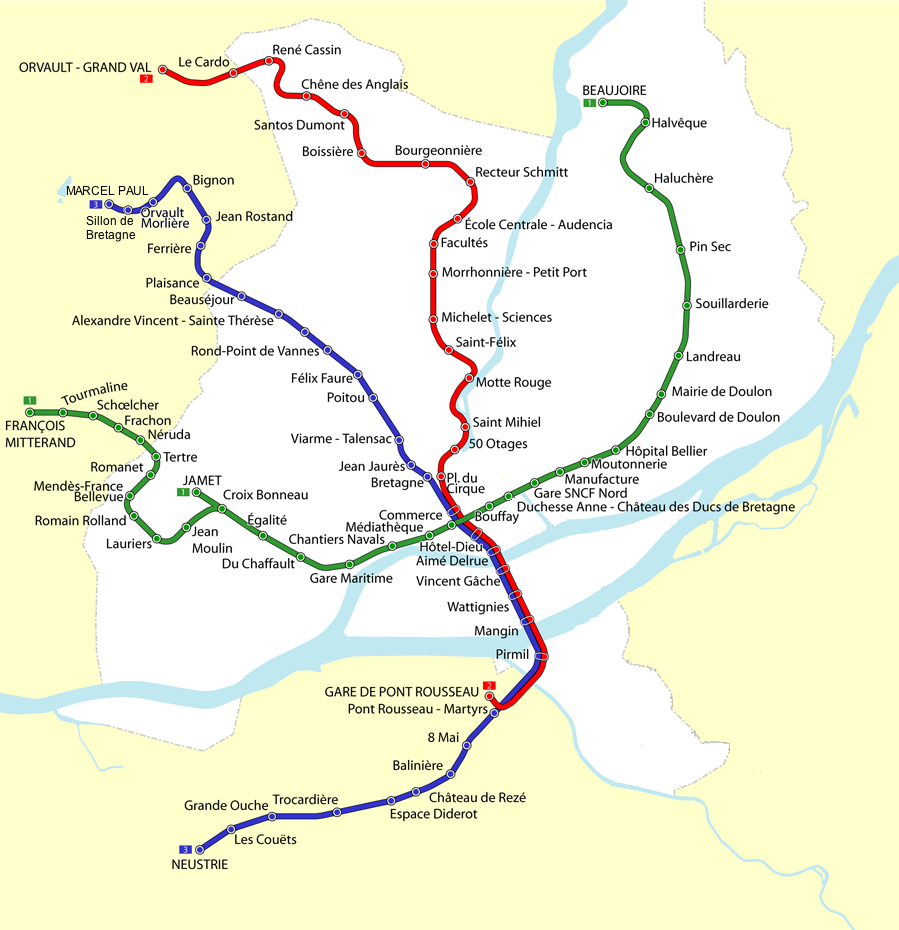
Схема линий

Линия 1 соединяет стадион Божуар с нантским вокзалом. Она проходит мимо замка герцогов Бретани (станция Duchesse Anne) и крупнейшей городской библиотеки.
Линия 2 соединяет крупнейшую в городе больницу Отель-Дьё с Нантским университетом. Она частично проходит по главной магистрали города Проспекту 50 Заложников (Cours de Cinquante Otages), имеет остановку около делового центра — Башни Бретани.
Линия 3 ведёт в аэропорт Нанта.